# Hr.Ms. O 5 (1914)
De Hr.Ms. O 5 was een Nederlandse onderzeeboot van de O 2-klasse. Net als alle andere onderzeeboten van de O 2-klasse werd de O 5 gebouwd door de Koninklijke Maatschappij De Schelde uit Vlissingen. De O 5 heeft dienstgedaan bij de Nederlandse marine als patrouilleschip voor de Nederlandse kustwateren.
Op 31 januari 1915 zonk de O 5 doordat zowel de buiten- als binnendeur van een torpedobuis gelijktijdig opengingen. Ze werd gelicht door het, speciaal om onderzeeboten te lichten, ingerichte bergingsvaartuig van de Nederlandse marine.
Tijdens de Eerste Wereldoorlog was de O 5 gestationeerd in Den Helder.
Door een torpedo-explosie aan boord van de O 5 op 9 februari 1916 kwam één bemanningslid om het leven en raakten er zes gewond. De explosie ontstond tijdens een controle terwijl de O 5 was afgemeerd in Vlissingen. Door een defecte luchtkamer van een torpedo werd tijdens deze controle de torpedo onbedoeld gelanceerd.